# Relación CD4+/CD8+
La relación CD4+/CD8+ es la relación de células T auxiliares (con el marcador de superficie CD4) a células T citotóxicas (con el marcador de superficie CD8). 
La proporción CD4+/CD8+ en la sangre periférica de adultos y ratones sanos es de aproximadamente 2:1, y una proporción alterada puede indicar enfermedades relacionadas con la inmunodeficiencia o la autoinmunidad. Una relación CD4+/CD8+ invertida (es decir, menos de 1/1) indica un sistema inmunitario deteriorado.   

## Ratio disminuido
Una relación CD4+/CD8+ reducida se asocia con una resistencia reducida a la infección.
Una disminución de la relación CD4+/CD8+ está asociada con el envejecimiento y es un indicador de inmunosenescencia. 
La infección por VIH conduce a niveles bajos de células T CD4+ (disminuyendo la relación CD4+/CD8+) a través de una serie de mecanismos, incluida la destrucción de las células T CD4 + infectadas por los linfocitos citotóxicos CD8 que infectan las células de forma productiva. Cuando el número de células T CD4 + disminuye por debajo de un nivel crítico, se pierde la inmunidad celular y el cuerpo se vuelve progresivamente más susceptible a las infecciones oportunistas.   
Los pacientes con tuberculosis muestran una proporción reducida de CD4+/CD8+.